# Hôtel de Soubise

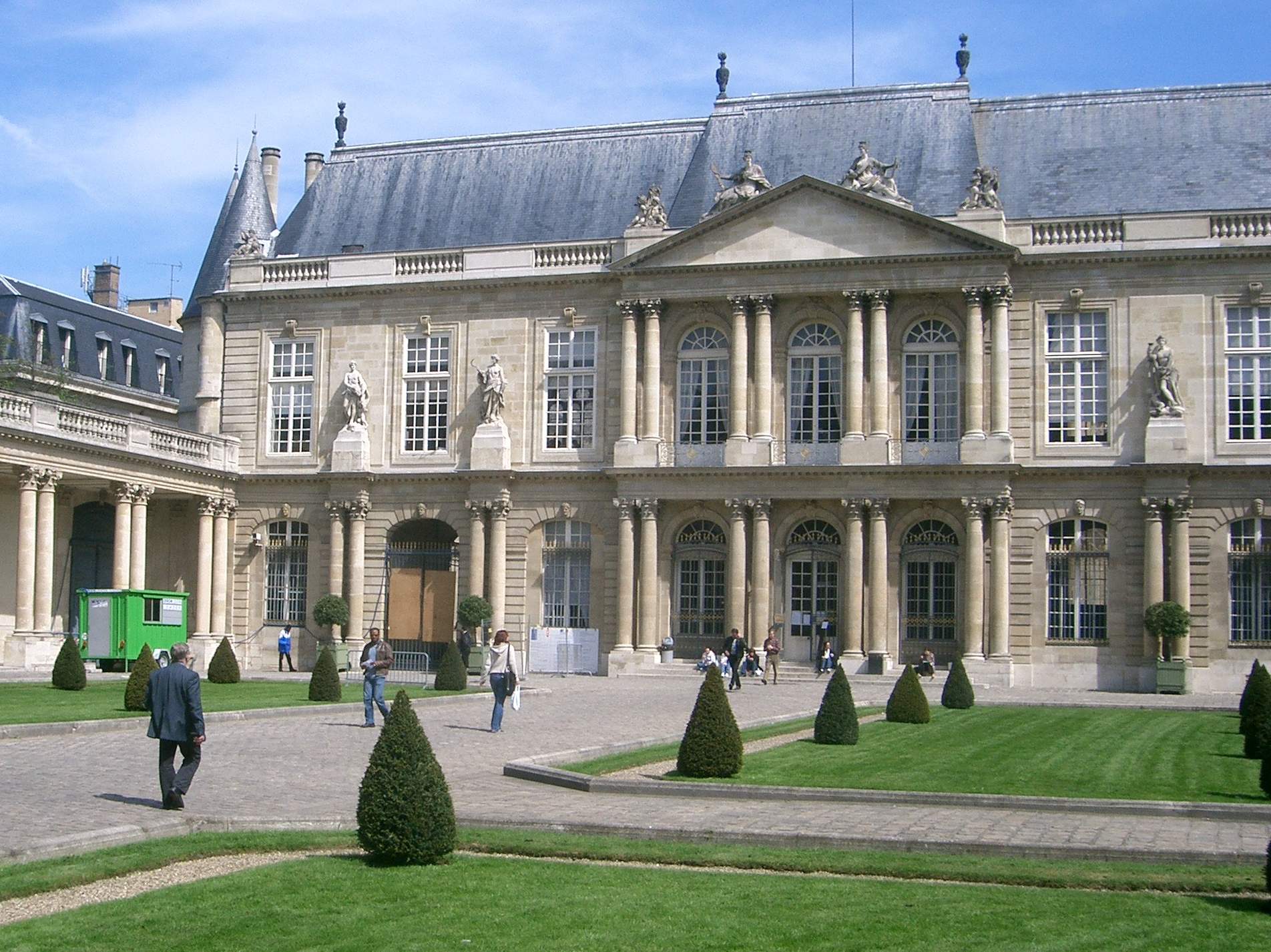
Hôtel de Soubise

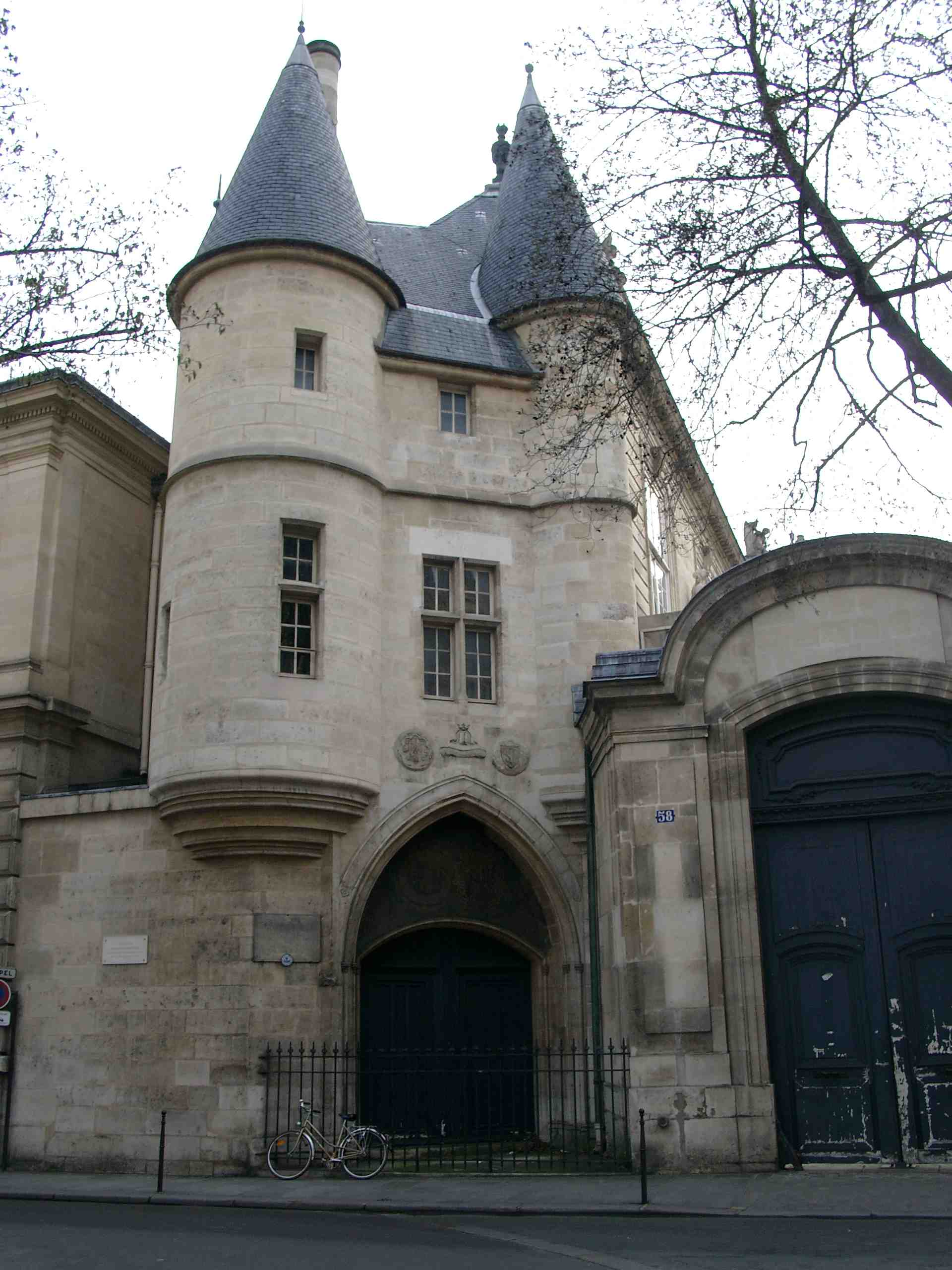
Toranlage des Hôtel de Clisson aus dem 14. Jahrhundert

Das Hôtel de Soubise ist ein hôtel particulier in Paris in der Rue des Archives im 3. Arrondissement (Quartier Marais), sein Eingang liegt in der Rue des Francs Bourgeois; in ihm befinden sich das Centre historique des Archives nationales, der historische Teil der französischen Nationalarchive. In dieser Funktion beherbergt es heute regelmäßige Wechselausstellungen sowie eine Dauerausstellung über die Geschichte der Nationalarchive. Seit Dezember 2015 werden zudem Objekte aus den Archiven der Nationalmuseen präsentiert.

## Geschichte
Auf das Grundstück baute der Konnetabel Olivier de Clisson (1336–1407) von 1371 bis 1375 das Hôtel de Clisson; von diesem Bau blieb lediglich die befestigte, von zwei Türmen flankierte Toranlage erhalten. Das Gebäude befand sich ab 1553 im Besitz der Guisen, deren Erben es 1700 an François de Rohan, Fürst von Soubise (1630–1712), verkauften. Dieser ließ auf dem Gelände ab 1705 das Hôtel de Soubise errichten.
Er beauftragte mit dem Bau dieses Stadtpalastes den Architekten Pierre Alexis Delamair, der wie er selbst aus Straßburg stammte. Dieser schuf den heute bekannten Ehrenhof an Stelle des ehemaligen Reitplatzes und versah das neue Corps de Logis mit einer Prunkfassade. Damit wurde das Portal des Hôtel de Clisson zum Nebeneingang und der Haupteingang (und die Ausrichtung des Hôtels) verlagerte sich um 90° an die Rue des Francs Bourgeois. 
Des Fürsten Sohn und Nachfolger Hercule-Mériadec de Rohan-Soubise (1669–1749), 2. Fürst von Soubise, ließ von 1735 bis 1739 das Appartement du Prince im Erdgeschoss und das Appartement de la Princesse im ersten Stock anlässlich seiner zweiten Heirat mit Marie-Sophie de Courcillon (1713–1756) von Germain Boffrand einrichten. Sie gehören zu den schönsten in Paris erhaltenen Beispielen des Rokokostils (Louis-quinze) und sind in weiten Teilen erhalten und restauriert. Einen Teil der figürlichen Stuckdekoration der Räume führten die Bildhauerbrüder Lambert-Sigisbert Adam und Nicolas Sébastien Adam aus. François Boucher, Carle van Loo, Pierre Charles Trémolières und vor allem Charles-Joseph Natoire waren mit den in die Wandtäfelung eingelassenen Gemälden (dessus-de-porte) beauftragt. Zuletzt nutzte Charles de Rohan-Soubise, Enkel Hercule-Mériadecs, das hôtel particulier als Wohnsitz, bis mit dessen Tod 1787 die Linie der Fürsten von Rohan-Soubise ausstarb. 
Während der Französischen Revolution wurden die Prunkräume leergeräumt und dienten verschiedensten Zwecken, bis das hôtel durch ein Dekret Napoleons vom 6. März 1808 in den Besitz des Staates überging. Der Kaiser bestimmte das Gebäude zum Nationalarchiv. Von 1847 bis 1862 war die École nationale des chartes in den Räumen des hôtel particulier untergebracht, die unter anderem den salon ovale im Erdgeschoss als Hörsaal nutzte. Unter der Herrschaft von Napoléon III. richtete der Archivdirektor Léon de Laborde 1867 im Hôtel de Soubise erstmals ein Museum mit Archivalien ein, das heute als Musée des Archives nationales weiterbesteht.